# Saint-Même-le-Tenu
Saint-Même-le-Tenu est une ancienne commune de l'Ouest de la France, située dans le département de la Loire-Atlantique, en région Pays de la Loire, devenue le 1er janvier 2016, une commune déléguée de la commune nouvelle de Machecoul-Saint-Même.
Ses habitants s'appellent les Tenumémois et les Tenumémoises.
Saint-Même-le-Tenu comptait 1 191 habitants au recensement de 2013.

## Géographie

Situation de la commune de Saint-Même-le-Tenu dans le département de la Loire-Atlantique.

L'ancienne commune fait partie de la Bretagne historique, dans le pays traditionnel du pays de Retz et dans le pays historique du Pays nantais.
Saint-Même-le-Tenu est située à 3 km au nord de Machecoul et 25 km au nord de Challans.
Avant la création de la commune nouvelle de Machecoul-Saint-Même dont elle est constitue la partie nord, ses communes limitrophes étaient Sainte-Pazanne, Fresnay-en-Retz, Machecoul, Saint-Lumine-de-Coutais et Saint-Mars-de-Coutais.
Selon le classement établi par l'Insee en 1999, Saint-Même-le-Tenu était une commune rurale non polarisée (cf. Liste des communes de la Loire-Atlantique).

## Toponymie
Le nom de la localité est attesté sous la forme Portus Vitraria pendant la période antique[réf. nécessaire].
Le nom de Saint-Même-le-Tenu viendrait de Saint Mesmin : les moines du monastère de Micy près d'Orléans, appelé Saint-Mesmin-de-Micy (fondé par le Clovis au VIe siècle), attiré par le commerce du sel, ont construit une église et un prieuré au VIIIe siècle, et le village a alors pris le nom du saint protecteur de l'église : Saint Mesmin (Sanctus Maximinus), altéré en Saint Même[réf. nécessaire].
Le Tenu est le nom de la rivière qui traverse la commune, est attesté sous la forme latinisée Taunacus.
En breton, son nom est Sant-Masen-ar-Porzh.

## Histoire
On retrouve la trace d'un port nommé Portus Vetraria ou Poryus Vitraria pendant l'antiquité, qui, par la suite, deviendra Saint Même. Le sel produit dans les marais salants de la baie de Bourgneuf et dans le marais breton était transporté sur le Tenu, reliant le golfe de Machecoul à la Loire pour ravitailler, en amont, les monastères prospères de Touraine et d’Orléanais.
Au VIIe siècle les religieux de Stavelot-Malmédy dans les Ardennes s'y installent et obtiennent un « droit de tonlieu », sorte de péage ou droit de navigation pour les embarcations naviguant sur la rivière le Tenu.
Au VIIIe siècle, le roi Pépin le Bref accorde aux religieux du monastère de Micy près d'Orléans le droit de s'établir également à Portus Vetraria et y fondent un prieuré. Confirmés dans leurs droits par l'empereur d’Occident Louis le Débonnaire, le port prendre le nom de « Saint-Mesmin » (puis « Saint-Même ») en l'honneur du fondateur de l'abbaye mère.
Le 22 octobre 2015, après plusieurs mois de travail, les communes de Saint-Même-le-Tenu et Machecoul ont décidé de se regrouper au sein d'une commune nouvelle qui sera baptisée Machecoul-Saint-Même. Ce regroupement permettra de pallier la baisse programmée des dotations globales de fonctionnement versée par l'État durant les prochaines années. La création de la nouvelle commune doit être effective le 1er janvier 2016, entraînant la transformation des deux anciennes communes en « communes déléguées » de la nouvelle entité, décision entérinée arrêté préfectoral du 27 novembre 2015.

## Politique et administration
| Période                                  | Période      | Identité                            | Étiquette | Qualité                                                         |
| ---------------------------------------- | ------------ | ----------------------------------- | --------- | --------------------------------------------------------------- |
| ????                                     | ????         | M. Nerrière                         |           |                                                                 |
| 1804                                     | ????         | M. Gravouil                         |           |                                                                 |
| sous l'Empire                            | ????         | Michel Rucher-Bazelais              |           |                                                                 |
| ????                                     | ????         | M. de Catuëlan                      |           |                                                                 |
| ????                                     | ????         | M. Vrignaud                         |           | négociant armateur                                              |
| 1830                                     | ????         | M. Guilbaud                         |           |                                                                 |
| 1835                                     | ????         | Paul Fleury                         |           |                                                                 |
| 1844                                     | 1846         | Etienne Sorin                       |           |                                                                 |
| 1846                                     | 1848         | Antoine Guilbaud                    |           |                                                                 |
| 1848                                     | 1870         | Sulpice Guilbaud                    |           |                                                                 |
| 1870                                     | 1871         | Jean Coquet                         |           |                                                                 |
| 1871                                     | 1902         | Charles Espivent de la Villeboisnet |           |                                                                 |
| 1903                                     | 1908         | René de Beaurepaire                 |           |                                                                 |
| 1908                                     | ????         | Gaston de Chevigné                  |           | propriétaire                                                    |
| ????                                     | ????         | Louis de Chevigné                   |           |                                                                 |
| ????                                     | ????         | Aristide Bonneau                    |           |                                                                 |
| 1958                                     | 1977         | Philippe Reliquet                   |           | médecin                                                         |
| mars 1977                                | mars 1989    | Francis Préneau                     |           | agriculteur                                                     |
| mars 1989                                | mars 2001    | Jacques Barré                       |           | agent EDF                                                       |
| mars 2001                                | mars 2008    | Gilles Lefeuvre                     |           |                                                                 |
| mars 2008                                | 15 juin 2020 | Hervé de Villepin,                  |           | directeur d'exploitation maire délégué depuis le 5 janvier 2016 |
| Les données manquantes sont à compléter. |              |                                     |           |                                                                 |

## Démographie

### Évolution démographique
Les données concernant 1793 sont perdues.
L'évolution du nombre d'habitants est connue à travers les recensements de la population effectués dans la commune depuis 1800. À partir du 1er janvier 2009, les populations légales des communes sont publiées annuellement dans le cadre d'un recensement qui repose désormais sur une collecte d'information annuelle, concernant successivement tous les territoires communaux au cours d'une période de cinq ans. 
Pour les communes de moins de 10 000 habitants, une enquête de recensement portant sur toute la population est réalisée tous les cinq ans, les populations légales des années intermédiaires étant quant à elles estimées par interpolation ou extrapolation. Pour la commune, le premier recensement exhaustif entrant dans le cadre du nouveau dispositif a été réalisé en 2004,.
En 2013, la commune comptait 1 191 habitants, en évolution de +5,21 % par rapport à 2008 (Loire-Atlantique : +6,34 %, France hors Mayotte : +2,49 %).
| 1800 | 1806 | 1821 | 1831 | 1836 | 1841 | 1846 | 1851 | 1856 |
| ---- | ---- | ---- | ---- | ---- | ---- | ---- | ---- | ---- |
| 379  | 312  | 739  | 742  | 757  | 761  | 776  | 837  | 850  |

| 1861 | 1866 | 1872 | 1876 | 1881 | 1886  | 1891  | 1896  | 1901  |
| ---- | ---- | ---- | ---- | ---- | ----- | ----- | ----- | ----- |
| 877  | 905  | 883  | 922  | 941  | 1 025 | 1 062 | 1 067 | 1 074 |

| 1906  | 1911 | 1921 | 1926 | 1931 | 1936 | 1946 | 1954 | 1962 |
| ----- | ---- | ---- | ---- | ---- | ---- | ---- | ---- | ---- |
| 1 056 | 938  | 872  | 863  | 796  | 739  | 713  | 739  | 708  |

| 1968 | 1975 | 1982 | 1990 | 1999 | 2004  | 2009  | 2013  | - |
| ---- | ---- | ---- | ---- | ---- | ----- | ----- | ----- | - |
| 697  | 631  | 781  | 870  | 928  | 1 100 | 1 138 | 1 191 | - |

### Pyramide des âges
Les données suivantes concernent l'année 2013 (la plus récente pour laquelle l'Insee a pu analyser les données) ; Saint-Même-le Tenu est alors une commune à part entière. Sa population est alors relativement jeune. Le taux de personnes d'un âge supérieur à 60 ans (17,6 %) est en effet inférieur au taux national (22,6 %) et au taux départemental (22,5 %),,.
Contrairement aux répartitions nationale et départementale, la population masculine de la commune est supérieure à la population féminine (51,3 % contre 48,4 % au niveau national et 48,7 % au niveau départemental),,.
| Hommes | Classe d’âge | Femmes |
| ------ | ------------ | ------ |
| 0,6    | 90 ans ou +  | 0,2    |
| 3,9    | 75 à 89 ans  | 5,3    |
| 11,9   | 60 à 74 ans  | 13,4   |
| 22,5   | 45 à 59 ans  | 20,5   |
| 22,3   | 30 à 44 ans  | 21,7   |
| 14,0   | 15 à 29 ans  | 14,4   |
| 24,8   | 0 à 14 ans   | 24,6   |

| Hommes | Classe d’âge | Femmes |
| ------ | ------------ | ------ |
| 0,4    | 90 ans ou +  | 1,3    |
| 5,8    | 75 à 89 ans  | 9,1    |
| 13,5   | 60 à 74 ans  | 14,6   |
| 19,6   | 45 à 59 ans  | 19,2   |
| 20,8   | 30 à 44 ans  | 19,6   |
| 19,4   | 15 à 29 ans  | 17,7   |
| 20,5   | 0 à 14 ans   | 18,5   |

## Culture locale et patrimoine

### Lieux et monuments
- Le Château de l'Hermitière, construit au XIXe siècle, détruit vers 1960.

- Le Château du Branday, construit au XIXe siècle à la place d'une ancienne forteresse datant du XIVe siècle[16].

- Le Château du Bois Foucaud, reconstruit par la famille Charette de Bois Foucaud au XVIIIe siècle. Il a été vendu vers 1850 à la famille de Charles Écomard, de Sainte-Pazanne ; ils l'agrandiront à la fin du XIXe siècle.

- Le Château de Trois Boisselets, construit au XVIIIe siècle par un commerçant nantais. Le château entra ensuite en possession du marquis de Lamballe de la Noué en 1897, qui l'agrandit et qui boisa une partie de la propriété qui faisait environ 170 hectares, en s'étendant en partie sur la commune de Sainte-Pazanne. Le marquis le vendit en 1918 à Joseph Écomard, de Sainte-Pazanne, qui le transmit à sa fille Marie-Joseph épouse de Maître Louis Courtois, notaire à Nantes, puis épouse de Jean-Paul Laurichesse. Il appartient toujours à cette famille.

- Le Château de la Petite Roche, construit au XIXe siècle pour la famille Avril, et transmis au descendant des Reliquet.

- Le Château de la Rucherie, construit au XIXe siècle.

- Le Château de la Grosse Roche, construit au XVIIIe siècle, et acheté au XIXe siècle par la famille Avril.

- Le Château du Pin.

- La Villa Lavau, et sa ferme modèle à la clissonnaise, construit par la famille Lotz et transmise à la famille Linÿer.

- La Bourrière, pavillon d'entrée du Château de Trois Boisselets, dit « La Maison Rose » ; les ancres de cheminées : « M N », pour Marquis Lamballe de la Noue ; construit en 1897.

### Héraldique
| Blason | Blasonnement : Coupé : au premier, d'or chaussé de sable, un cerf passant de gueules brochant sur la partition ; au second, d'azur au navire d'argent, la voile chargée d'une croix pattée de gueules. Commentaires : La partie supérieure du blason est aux couleurs or et sable du blasonnement du pays de Retz : d'or à la croix de sable, rappelant l'appartenance de Saint-Même-le-Tenu au pays de Retz. Blason conçu par l'héraldiste Michel Pressensé. |

### Personnalités liées à la commune
- Gabriel Écomard, as de l'aviation française mort pour la France en 1917, est né à Saint-Même-le-Tenu.
- Jean de La Tousche d'Avrigny (1903-1978), historien, est né à Saint-Même-le-Tenu.